# Кобі Смолдерс
Кобі Смолдерс (англ. Jacoba Francisca Maria Smulders; 3 квітня 1982, Ванкувер, Канада) — канадська акторка та модель, стала відомою роллю Робін Щербацьки (Robin Scherbatsky) в комедійному серіалі «Як я зустрів вашу маму».

## Біографія
Народилась у Ванкувері, провінція Британська Колумбія 3 квітня 1982 року. Її батько був голландцем, а мати англійкою. Названа на честь двоюрідної бабусі — Якоби (Jacoba), котру називали «Кобі». 
У 2000 році з відзнакою закінчила школу (Lord Byng Secondary School) та отримала звання «Найбільш шановна» учениця. По закінченні школи пішла у модельний бізнес. Першою роллю Смолдерс була роль у фантастичному серіалі «Ієремія». Після цього вона почала періодично з'являтись у різноманітних телевізійних проєктах. Її першою постійною роллю була роль Джульєт Дройл у серіалі «Veritas: В пошуках істини». Після цього вона отримує роль Робін Щербацьки у ситкомі «Як я зустрів вашу маму», що принесла їй славу та визнання.

## Особисте життя
Проживає Лос-Анджелесі, штат Каліфорнія. 28 січня 2009 року Смолдерс та її партнер, режисер Таран Кіллам (нар. 1982), оголосили про заручини. 16 травня 2009 року народила доньку Шейлін Кадо Кіллам (Shaelyn Cado Killam). У січні 2015 року народила дочку Janita Mae Killam.
Як і її героїня Робін Щербацьки, Смолдерс полюбляє хокей і вболіває за канадську команду «Ванкувер Канакс».
У грудні 2010 року Смолдерс з'явилась на обкладинці журналу «Maxim».

## Фільмографія

### Фільми
| Рік  |    | Українська назва              | Оригінальна назва                   | Роль                   |
| ---- | -- | ----------------------------- | ----------------------------------- | ---------------------- |
| 2001 | кф | Цукерки від незнайомців       | Candy from Strangers                | Мартіна                |
| 2004 | ф  | Ill Fated                     | Ill Fated                           | Мері                   |
| 2004 | ф  | Широко крокуючи               | Walking Tall                        | красуня                |
| 2005 | ф  | Довгий вікенд                 | The Long Weekend                    | Еллен                  |
| 2006 | кф | Втеча                         | Escape                              | психотична брюнетка    |
| 2006 | кф | Доктор Міраклс                | Dr. Miracles                        | місіс Петерсон         |
| 2007 | кф | Чекаючи бурю                  | The Storm Awaits                    | Анабель ДеЛоренсо      |
| 2009 | ф  | Бурмило Салмон                | The Slammin' Salmon                 | Тара                   |
| 2012 | ф  | Вибори-вибори                 | Grassroots                          | Клер                   |
| 2012 | ф  | Месники                       | The Avengers                        | Марія Гілл             |
| 2013 | ф  | Тиха гавань                   | Safe Haven                          | Джо                    |
| 2013 | ф  | Татусь з доставкою            | Delivery Man                        | Емма                   |
| 2014 | ф  | Вони прийшли разом            | They Came Together                  | Тіффані                |
| 2014 | мф | Lego. Фільм                   | The Lego Movie                      | Диво-жінка (озвучення) |
| 2014 | ф  | Перший месник: Друга війна    | Captain America: The Winter Soldier | Марія Гілл             |
| 2015 | ф  | Незапланована вагітність      | Unexpected                          | Саманта Ебботт         |
| 2015 | ф  | Результати                    | Results                             | Кет                    |
| 2015 | ф  | Месники: Ера Альтрона         | Avengers: Age of Ultron             | Марія Гілл             |
| 2016 | ф  | Джек Річер: Не відступай      | Jack Reacher: Never Go Back         | Сьюзен Тернер          |
| 2016 | ф  | Втручання                     | The Intervention                    | Рубі                   |
| 2017 | ф  | Буквально перед Аароном       | Literally, Right Before Aaron       | Елісон                 |
| 2017 | ф  | Вбити Гюнтера                 | Killing Gunther                     | Ліза МакКалла          |
| 2018 | ф  | Месники: Війна нескінченності | Avengers: Infinity War              | Марія Гілл             |
| 2018 | ф  | Співочий птах                 | Songbird / Alright Now              | Джоан                  |
| 2019 | мф | Lego. Фільм 2                 | The Lego Movie 2                    | Диво-жінка (озвучення) |
| 2019 | ф  | Месники: Завершення           | Avengers: Endgame                   | Марія Гілл             |
| 2019 | ф  | Людина-павук: Далеко від дому | Spider-Man: Far from Home           | Марія Гілл             |
| 2020 | ф  | Цикада                        | Cicada                              | Джоан                  |
| 2024 | ф  | Точка зіткнення               | Sharp Corner                        | Рейчел                 |

### Телебачення
| Рік       |    | Українська назва                    | Оригінальна назва                 | Роль                        |
| --------- | -- | ----------------------------------- | --------------------------------- | --------------------------- |
| 2002      | с  | Мисливці за нечистю                 | Special Unit 2                    | Зої (S2-E13)                |
| 2002      | с  | Єремія                              | Jeremiah                          | Дебора (S1-E11)             |
| 2003      | с  | Поклик Тру                          | Tru Calling                       | Сара Вебб (S1-E3)           |
| 2003—2004 | с  | Veritas: У пошуках істини           | Veritas: The Quest                | Джульєт Дройл (13 епізодів) |
| 2004      | с  | Таємниці Смолвіля                   | Smallville                        | Шенон Белл (S4-E9)          |
| 2005      | с  | Андромеда                           | Andromeda                         | Джиліан Рейд (2 епізоди)    |
| 2005      | с  | Секс в іншому місті                 | The L Word                        | Лей Остін (4 епізоди)       |
| 2005—2014 | с  | Як я зустрів вашу маму              | How I Met Your Mother             | Робін (1-9 сезони)          |
| 2010      | с  | Як це робиться в Америці            | How to Make It in America         | Гейлі (S1-E1)               |
| 2013—2014 | с  | Агенти Щ.И.Т.                       | Agents of S.H.I.E.L.D.            | Марія Гілл (3 епізоди)      |
| 2016      | мс | Тварини                             | Animals                           | Енні (S1-E7)                |
| 2017      | с  | Низка злощасних подій               | A Series of Unfortunate Events    | місіс Бодлер (8 епізодів)   |
| 2017—2018 | мс | Кіт природи                         | Nature Cat                        | Nature Dog (4 епізоди)      |
| 2017—2019 | с  | Друзі з коледжу                     | Friends from College              | Ліза Тернер (16 епізодів)   |
| 2019      | с  | Уповільнений розвиток               | Arrested Development              | Люсілль (3 епізоди)         |
| 2019      | с  | Кімната 104                         | Room 104                          | Маріан Воллес (S3-E12)      |
| 2019—2020 | с  | Стамптаун                           | Stumptown                         | Декс Паріос (18 епізодів)   |
| 2020      | мс | Сімпсони                            | The Simpsons                      | Гортензія (S31-E14)         |
| 2021      | с  | Імпічмент                           | Impeachment: American Crime Story | Енн Колтер (5 епізодів)     |
| 2021      | мс | А що як...?                         | What If...?                       | Марія Гілл (S1-E7)          |
| 2022      | с  | Як я зустріла вашого батька         | How I Met Your Father             | Робін (S1-E10)              |
| 2022      | с  | Старша школа                        | High School                       | Сімона (8 епізодів)         |
| 2023      | с  | Таємне вторгнення                   | Secret Invasion                   | Марія Гілл (3 епізоди)      |
| 2023      | мс | А що як...?                         | What If...?                       | Марія Гілл (S2-E3)          |
| 2023—2024 | мс | Місячна дівчинка та Динозавр диявол | Moon Girl and Devil Dinosaur      | Марія Гілл (3 епізоди)      |
| 2024      | с  | Обвинувачені                        | Accused                           | Вал Пірс (S2-E4)            |
| 2024      | с  | Правдива терапія                    | Shrinking                         | Софі (S2-E10)               |